# Critically Ashamed
Critically Ashamed е вторият албум на поп пънк групата FM Static.

## Списък на песните
1. Hope The Rock Show Goes Good 0:08
2. Flop Culture 3:41
3. Six Candles 4:15
4. The Next Big Thing 3:33
5. America's Next Freak 3:31
6. Tonight 3:38
7. The Video Store 3:20
8. Girl Of The Year 3:04
9. Nice Piece Of Art 3:33
10. What It Feels Like 2:48
11. Waste Of Time 2:51
12. Moment Of Truth 3:46

## Сингли
- Waste Of Time

| Чартове (2006)                        | Позиция |
| ------------------------------------- | ------- |
| Християнски песни – Класация на песни | 38      |
| САЩ Billboard 200                     | 21      |
| САЩ Християнски песни                 | 16      |

## Членове на групата
- Тревър Макневън – вокал, Китара
- Стив Августин – барабан